# Tiya
Tiya è una città che si trova nel sud dell'Etiopia, situata nella provincia di Guraghé, nella regione Nazioni, Nazionalità e Popoli del Sud.

## Descrizione
Dai dati del 2005, Tiya ha una popolazione di 3 363 abitanti, dei quali 1615 uomini e 1748 donne.
Tiya è famosa per un grande sito archeologico che si trova nei suoi pressi, costituito da 32 stele che racchiudono un complesso cimiteriale di una cultura preistorica, contemporanea probabilmente al tardo periodo axumita (XI-XII secolo circa). Queste pietre sono ricoperte di simboli che gli studiosi sono riusciti a decifrare solo in parte, appartenenti ad una civiltà di cui non sappiamo quasi nulla, compresa la precisa collocazione temporale nella storia antica dell'Etiopia. Le stele, segnacoli posti in testa a seplture effettuate per lo più in posizione fetale, si dividono in lisce, coperte di simboli a bassorilievo e antropomorfe. Questi ultimi due tipi si possono a loro volta dividere in sepolture attribuite a personaggi maschili e femminili. Nelle prime si trovano spesso rappresentazioni di pugnali (forse legate al numero di nemici uccisi); nelle seconde rudimentali rappresentazioni di seni.
Stele analoghe si trovano isolate in tutta la regione circostante, e tre delle più significative sono anche esposte nei giardini dell'Università di Addis Abeba.
Nel 1980 il sito è stato inserito nell'elenco dei Patrimoni dell'umanità dell'UNESCO.